# 小針誠
小針 誠（こばり まこと、1973年- ）は、日本の教育学者、青山学院大学教授。

## 略歴
福島県生まれ、栃木県育ち。1992年栃木県立宇都宮高等学校卒業。1997年慶應義塾大学文学部卒業(教育学専攻)。2005年東京大学大学院教育学研究科博士課程修了(教育社会学専攻)、「東京・私立小学校における入学志向と入学選抜メカニズムに関する歴史社会学的研究」で教育学博士。2004年同志社女子大学現代社会学部現代こども学科講師、准教授をへて、2017年青山学院大学教育人間科学部准教授。

## 著書
- 『教育と子どもの社会史』梓出版社 2007
- 『〈お受験〉の社会史 都市新中間層と私立小学校』世織書房 2009
- 『〈お受験〉の歴史学 選択される私立小学校選抜される親と子』講談社選書メチエ  2015
- 『アクティブラーニング 学校教育の理想と現実』講談社現代新書 2018

### 共著
- 『スタディスキルズ・トレーニング 大学で学ぶための25のスキル』吉原恵子,間渕泰尚,冨江英俊共著 実教出版 2011
- 『日本語表現&コミュニケーション 社会を生きるための21のワーク』石塚修,島田康行共著 実教出版 2012

## 論文
- <小針誠